# Bar Nunn
Bar Nunn és una població dels Estats Units a l'estat de Wyoming. Segons el cens del 2000 tenia 936 habitants.

## Demografia
Segons el cens del 2000, Bar Nunn tenia 936 habitants, 315 habitatges, i 252 famílies. La densitat de població era de 177,2 habitants/km².
Dels 315 habitatges en un 46% hi vivien nens de menys de 18 anys, en un 66,7% hi vivien parelles casades, en un 7,9% dones solteres, i en un 20% no eren unitats familiars. En el 13,3% dels habitatges hi vivien persones soles l'1,3% de les quals corresponia a persones de 65 anys o més que vivien soles. El nombre mitjà de persones vivint en cada habitatge era de 2,97 i el nombre mitjà de persones que vivien en cada família era de 3,26.
Per edats la població es repartia de la següent manera: un 33% tenia menys de 18 anys, un 9,5% entre 18 i 24, un 31,8% entre 25 i 44, un 21,7% de 45 a 60 i un 4% 65 anys o més.
L'edat mediana era de 32 anys. Per cada 100 dones de 18 o més anys hi havia 103,6 homes.
La renda mediana per habitatge era de 40.313 $ i la renda mediana per família de 42.000 $. Els homes tenien una renda mediana de 32.431 $ mentre que les dones 18.636 $. La renda per capita de la població era de 15.045 $. Entorn del 8% de les famílies i el 12,3% de la població estaven per davall del llindar de pobresa.

## Poblacions properes
El següent diagrama mostra les poblacions més properes.